# Vườn quốc gia hồ Xanh
Vườn quốc gia hồ Xanh là một vườn quốc gia trên đảo North Stradbroke, ở bang Queensland, Úc, cách thành phố Brisbane 44 km về phía đông. Cảnh hấp dẫn chính trong vườn là hồ Xanh hay còn được mệnh danh là Bồn tắm của Chúa. Nước trong hồ này trong như pha lê và đã không thay đổi trong hơn 7.000 năm qua. Trong vườn cũng có một hồ nhỏ khác, được gọi là Phá Tortoise (Tortoise Lagoon). Hồ nhỏ này chỉ sâu 1,4 m. Các du khách khi đến tham quan ở đây không được phép cắm trại, đốt lửa và mang theo gia súc vào vườn. 

## Đặc điểm Hồ Xanh
Nước của hồ Xanh trong đến nỗi có thể nhìn thấy đáy của hồ ở độ sâu 9 m, khi đầy nước hồ có chiều sâu hơn 10 m. Dù nhiều hồ khác gần đó đã khô cạn trong 40 năm qua do sự biến đổi khí hậu, nhưng nước trong hồ Xanh vẫn không thay đổi, do nước hồ thoát ra một đầm lầy gần đó và được thay thế nhờ một tầng ngậm nước cứ khoảng 35 ngày một lần. Quá trình thoát và bù đắp nước tự nhiên xảy ra liên tục nên hồ Xanh không phải hứng chịu các tác động của sự biến đổi khí hậu. Nước hồ cũng không bị bốc hơi và trở nên mặn hơn.
Ngoài ra, còn thêm 1 lý do khiến tình trạng của hồ vẫn còn nguyên vẹn vì không có dấu vết tác động của con người. Hồ Xanh là hồ duy nhất thuộc dạng này từng được phát hiện ở Australia.

### Nhận xét
"Nó giống như bồn tắm của Chúa. Dường như hồ Xanh là một nơi mà các sinh vật trốn tránh tác động của biến đổi khí hậu. Mọi điều kiện của hồ không thay đổi trong 7.500 năm"_ Tiến sĩ Cameron Barr, nhà nghiên cứu của Đại học Adelaide, Australia.

### Các dữ kiện
- Diện tích: 5 km²
- Tọa độ địa lý: 27°31′21″N 153°28′36″Đ / 27,5225°N 153,47667°Đ
- Ngày thành lập: 1962
- Cơ quan quản lý: Queensland Parks and Wildlife Service
- Loại IUCN: II[6].